# Machimus gilvipes
Machimus gilvipes là một loài ruồi trong họ Asilidae. Machimus gilvipes được Hine miêu tả năm 1918.